# Luftwaffenkaserne (Köln)
Die Luftwaffenkaserne der Bundeswehr am Standort Köln beherbergt drei Höhere Kommandobehörden, Teile der Flugbereitschaft des Bundesministeriums der Verteidigung, Kommandobehörden sowie weitere militärische und zivile Dienststellen und Einrichtungen.

## Lage und Bebauung
Die Luftwaffenkaserne liegt innerhalb der Kölner Stadtteile Grengel, Wahnheide und Lind. Die Kaserne gehört zu den größten Deutschlands und umfasst eine Grundfläche von etwa 300 Hektar; mehr als 200 Gebäude befinden sich innerhalb dieser geschlossenen militärischen Liegenschaft. Das Areal befindet sich in unmittelbarer Nähe zur Bundesautobahn 59, über diese sind Teilbereiche des Bundesministeriums der Verteidigung auf der Bonner Hardthöhe nach wenigen Minuten Fahrzeit zu erreichen. Der militärische Teil des Flughafens Köln-Bonn, auf dem die Flugbereitschaft des Bundesministeriums der Verteidigung (FlBschft BMVg) untergebracht ist, ist an die Kaserne direkt angebunden.

## Geschichte
Bereits seit Anfang des 19. Jahrhunderts wurden der heutige Kasernenbereich und der angrenzende Schießplatz Wahn militärisch genutzt. Prinz August von Preußen reorganisierte nach den napoleonischen Freiheitskriegen die Artillerie mit dem Ziel einer gefechtsnahen Ausbildung und einer zu jeder Zeit kampfbereiten Truppe. In die Nähe von Garnisonsstädten wurden im Zuge dieser Militärreformen Übungsplätze eingerichtet. 1816 wurde in Köln die 7. königlich-preußische Artilleriebrigade aufgestellt; die Gemeinde Wahn musste aus diesem Grund ab dem Folgejahr militärisches Übungsgelände für den Schießplatz Wahn in der Wahner Heide zur Verfügung stellen. Mit Fortschreiten der Militärtechnik in den nächsten Jahrzehnten erfolgte eine ständige Erweiterung des Übungsareals. Ab 1870 wurden auf dem heutigen Kasernengelände die ersten Fachwerkgebäude für Soldaten verschiedener Truppenteile errichtet und ab circa 1900 folgten Steingebäude. Zahlreiche historische Bauten aus dieser Frühphase der Kaserne sind bis heute erhalten und wurden teilweise unter Denkmalschutz gestellt.
1913 landete das erste Flugzeug auf dem militärischen Übungsgelände, das zur Artilleriebeobachtung eingesetzt wurde. Auf dem Gelände des Truppenübungsplatzes wurde im Jahre 1939 durch die Wehrmacht ein Fliegerhorst angelegt. Hieraus entwickelte sich später der heutige Flughafen Köln/Bonn und dessen militärischer Teil, der von der Flugbereitschaft des Bundesministeriums der Verteidigung genutzt wird.
Am 11. April 1945 besetzten amerikanische Streitkräfte das „Camp Wahn“ und bauten ein Durchgangslager für circa 15.000 Zwangsarbeiter aus Osteuropa. Am 15. Juni 1945 erfolgte die Übergabe des Militärcamps an die britischen Streitkräfte.
Ab Oktober 1949 hatte die britische Hochkommission als Dienststelle des britischen Hohen Kommissars und Teil der Alliierten Hohen Kommission ihren Dienstsitz mit 560 Mitarbeitern in der Liegenschaft der heutigen Kaserne. Hinzu kamen Einheiten der britischen Armee und der Royal Air Force.
Am 18. Juli 1957 wurde durch den britischen Vizeluftmarschall Hogan der militärische Teil des Flughafens an die bundesdeutsche Luftwaffe übergeben; damit beginnt die eigentliche Geschichte der heutigen Luftwaffe im Stadtteil Wahnheide.
Folgende Stäbe, Verbände, Einheiten und Dienststellen der Bundeswehr waren in der Luftwaffenkaserne bzw. am Fliegerhorst stationiert:
| Einheit | Stationierung ab  | Herkunft                                                           | Stationierung bis      | Verbleib                                                              |
| --- | ----------------- | ------------------------------------------------------------------ | ---------------------- | --------------------------------------------------------------------- |
| Luftumschlagzug 907 | 1. Mai 1955       | neu aufgestellt                                                    | 31. Mai 2007           | aufgelöst                                                             |
| Evangelischer Standortpfarrer Wahn | 1. Mai 1955       | neu eingerichtet                                                   | 30. Juni 2007          | in Evangelisches Militärpfarramt Köln II umbenannt                    |
| Vorbereitungsstelle für Material der Luftwaffe | 1. Februar 1956   | neu aufgestellt                                                    | 1. Juni 1956           | in Materialkommando der Luftwaffe umbenannt                           |
| Dienststelle für Zentrale Luftwaffenangelegenheiten | 1. Mai 1956       | neu aufgestellt                                                    | 14. Oktober 1956       | in Allgemeines Luftwaffenamt umbenannt                                |
| Materialkommando der Luftwaffe | 1. Juni 1956      | aus Vorbereitungsstelle für Material der Luftwaffe                 | 1. April 1958          | in Materialamt Luftwaffe umbenannt; zwischen 1956 und 1957 in Erding  |
| Allgemeines Luftwaffenamt | 15. Oktober 1956  | aus Dienststelle für Zentrale Luftwaffenangelegenheiten            | 30. November 1962      | in Luftwaffenamt umbenannt                                            |
| Zentralauswertung der Fernmelde- und Elektronischen Auswertung | 1. Dezember 1956  | neu aufgestellt                                                    | 1961                   | in Zentrale für Funkanalyse umbenannt                                 |
| Standortverwaltung Wahn | 1956              | neu aufgestellt                                                    | 30. September 2005     | in Bundeswehrdienstleistungszentrum Köln umbenannt                    |
| Katholischer Standortpfarrer Wahn I | 1956              | neu eingerichtet                                                   | 31. Oktober 2007       | umbenannt in Katholisches Militärpfarramt Köln II                     |
| Wetterberatungsdienst der Bundeswehr | 1956              | neu aufgestellt                                                    | 1961                   | in Geophysikalischer Beratungsdienst Bundeswehr umbenannt             |
| Beratungsstelle des Geoinformationsdienstes der Bundeswehr Flugbereitschaft Bundesministerium der Verteidigung (früher: Geophysikalische Beratungsstelle Flugbereitschaft BMVg) | 1. Februar 1957   | neu aufgestellt                                                    | 31. März 2014          | aufgelöst                                                             |
| Standortverwaltung Köln | 1957              | neu aufgestellt                                                    | 1. Juli 1993           | in Standortverwaltung Wahn aufgegangen                                |
| Materialamt der Luftwaffe | 1. April 1958     | aus Materialkommando der Luftwaffe                                 | 30. September 2001     | im Luftwaffenmaterialkommando aufgegangen                             |
| schwere Spezialkompanie 795 (Pipeline) | 6. Dezember 1958  | neu aufgestellt                                                    | 15. März 1959          | in schwere Spezialkompanie 921 (Pipeline) umbenannt                   |
| Luftwaffenmunitionsdepot 51 | 1958              | neu aufgestellt                                                    | 1964                   | Verlegung nach Düren-Gürzenich                                        |
| Rechenzentrum der Bundeswehr Wahn | 1958              | neu aufgestellt                                                    | 28. Februar 2006       | aufgelöst                                                             |
| schwere Spezialkompanie 921 (Pipeline) | 15. März 1959     | aus schwere Spezialkompanie 795 (Pipeline)                         | 31. Juli 1961          | in Pipelinepionierkompanie 921 umbenannt                              |
| Flugabwehrraketenbataillon 21 | 1. April 1959     | neu aufgestellt                                                    | 7. April 1960          | Verlegung nach Erwitte                                                |
| 1./Flugabwehrraketenbataillon 21 | 1. April 1959     | neu aufgestellt                                                    | 12. September 1959     | Verlegung nach Bocholt                                                |
| 2./Flugabwehrraketenbataillon 21 | 1. April 1959     | neu aufgestellt                                                    | Ende 1959              | Verlegung nach Erwitte                                                |
| 3./Flugabwehrraketenbataillon 21 | 1. April 1959     | neu aufgestellt                                                    | 8. Juli 1959           | Verlegung nach Gelsenkirchen                                          |
| 4./Flugabwehrraketenbataillon 21 | 1. April 1959     | neu aufgestellt                                                    | 8. Juli 1959           | Verlegung nach Gelsenkirchen                                          |
| Lufttransportgeschwader 62 | 1. Oktober 1959   | neu aufgestellt                                                    | 1. April 1963          | verlegt nach Ahlhorn                                                  |
| Flugabwehrraketeninstandsetzungsstaffel | 1959              | neu aufgestellt                                                    |                        |                                                                       |
| Luftwaffenversorgungsregiment 5 | 1. Januar 1960    | neu aufgestellt                                                    | 1961                   | Verlegung nach Dortmund-Dorstfeld                                     |
| Flugabwehrraketenbataillon 22 | 1. April 1960     | neu aufgestellt                                                    | 1961                   | Verlegung nach Verlegung nach Emmerzhausen, Truppenübungsplatz Daaden |
| 1./Flugabwehrraketenbataillon 22 | 1. April 1960     | neu aufgestellt                                                    | August 1962            | Verlegung nach Lennestadt-Oedingen                                    |
| 2./Flugabwehrraketenbataillon 22 | 1. April 1960     | neu aufgestellt                                                    | 20. Dezember 1960      | Verlegung nach Emmerzhausen, Truppenübungsplatz Daaden                |
| 3./Flugabwehrraketenbataillon 22 | 1. April 1960     | neu aufgestellt                                                    | 20. Dezember 1960      | Verlegung nach Emmerzhausen, Truppenübungsplatz Daaden                |
| 4./Flugabwehrraketenbataillon 22 | 1. April 1960     | neu aufgestellt                                                    | Juni 1963              | Verlegung nach Marienheide                                            |
| Luftwaffenversorgungsgruppe Wahn | 1. Juli 1961      | neu aufgestellt                                                    | 31. Dezember 2004      | in Luftwaffenunterstützungsgruppe Wahn umbenannt                      |
| Pipelinepionierkompanie 921 | 1. August 1961    | aus schwere Spezialkompanie 921 (Pipeline)                         | 15. Oktober 1963       | in Pipelinepionierbataillon 921 umgegliedert                          |
| Zentrale für Funkanalyse | 1961              | aus Zentralauswertung der Fernmelde- und Elektronischen Auswertung | 20. Februar 1969       | Verlegung nach Trier                                                  |
| Geophysikalischer Beratungsdienst der Bundeswehr | 1961              | aus Wetterberatungsdienst der Bundeswehr                           | 30. September 1970     | in Amt für Wehrgeophysik umbenannt                                    |
| Luftwaffenamt | 1. Dezember 1962  | aus Allgemeines Luftwaffenamt                                      | 31. Dezember 2013      | aufgelöst                                                             |
| Pipelinepionierbataillon 921 (teilaktiv) | 16. Oktober 1963  | aus Pipelinepionierkompanie 921                                    | 14. Januar 1969        | Verlegung nach Wuppertal                                              |
| Logistisches Lage- und Materialkontrollzentrum Mitte | Februar 1966      | neu aufgestellt                                                    |                        |                                                                       |
| Lufttransportkommando der Bundeswehr | 1. April 1968     | neu aufgestellt                                                    | 1. Januar 1971         | Verlegung nach Münster (Westfalen)                                    |
| Frontnachrichtenbataillon Luftwaffe (Geräteeinheit) | 1. Dezember 1969  | neu aufgestellt                                                    | 31. März 2007          | aufgelöst                                                             |
| Amt für Wehrgeophysik | 1. Oktober 1970   | aus Geophysikalischer Beratungsdienst der Bundeswehr               | zwischen 1975 und 1979 | verlegt nach Traben-Trarbach                                          |
| Luftwaffenunterstützungskommando | 1. Oktober 1970   | neu aufgestellt                                                    | 30. September 2001     | aufgegangen im Luftwaffenmaterialkommando                             |
| Luftflottenkommando | 1. Oktober 1970   | neu aufgestellt                                                    | 31. März 1994          | in Luftwaffenführungskommando umbenannt                               |
| Verbindungskommando Heer beim Luftflottenkommando | 1. Oktober 1970   | neu aufgestellt                                                    | 31. März 1994          | aufgelöst                                                             |
| Luftwaffenführungsdienstkommando | 1. Oktober 1970   | neu aufgestellt                                                    | 30. Juni 2002          | aufgelöst                                                             |
| Kommandobereich Luftwaffenunterstützungskommando | 1. Oktober 1970   | neu aufgestellt                                                    | 30. September 2001     | zu Luftwaffenmaterialkommando umgegliedert                            |
| Fernmelderevisionsdiensttrupp 322/121 bis 322/124 | 1. Januar 1971    | neu aufgestellt                                                    | 30. November 1994      | aufgelöst                                                             |
| Luftwaffensicherungsstaffel 84 (Geräteeinheit) | 1. Februar 1973   | neu aufgestellt                                                    | 31. August 1994        | aufgelöst                                                             |
| 2. Luftwaffensicherungsstaffel Wahn | 1. Juli 1973      | neu aufgestellt                                                    | 30. Juni 2000          | aufgelöst                                                             |
| Amt für Nachrichtenwesen der Bundeswehr Abteilung IV Luftwaffe | 1. Januar 1981    | neu aufgestellt                                                    | 1999                   | Verlegung nach Grafschaft-Gelsdorf                                    |
| Fernmeldedienstgruppe 322/12 | 1. Oktober 1981   | neu aufgestellt                                                    | 30. September 1994     | aufgelöst                                                             |
| Luftwaffenfeldersatzstaffel 4115 (Geräteeinheit) | 1. April 1982     | neu aufgestellt                                                    | 30. Juni 2006          | aufgelöst                                                             |
| Luftwaffensicherungsstaffel 5115 (Geräteeinheit) | 1. April 1982     | neu aufgestellt                                                    | 30. Juni 2006          | aufgelöst                                                             |
| Luftwaffensicherungsstaffel 5215 (Geräteeinheit) | 1. April 1982     | neu aufgestellt                                                    | 30. Juni 2006          | aufgelöst                                                             |
| Amt für Militärisches Geowesen Außenstelle Porz/Wahn | 1. April 1985     | neu aufgestellt                                                    | 1988                   | aufgelöst                                                             |
| Luftwaffenpionierstaffel 121 (Geräteeinheit) | 1. Oktober 1987   | neu aufgestellt                                                    | 30. September 1996     | aufgelöst                                                             |
| Luftwaffenpionierstaffel 122 (Geräteeinheit) | 1. Oktober 1987   | neu aufgestellt                                                    | 30. September 1996     | aufgelöst                                                             |
| Lazarett 200 (Luftwaffe) Luftwaffenunterstützungsregiment Wahn | 1. Oktober 1989   | neu aufgestellt                                                    | 30. September 1999     | aufgelöst                                                             |
| Luftwaffenunterstützungsregiment Wahn | 1. Oktober 1989   | aus Luftwaffensicherungs- und Versorgungsregiment Wahn             | 31. Dezember 2004      | Teile in Luftwaffenunterstützungsgruppe Wahn aufgegangen              |
| Frontnachrichtenausbildungszentrum Luftwaffe |                   |                                                                    |                        | in den 1980er Jahren hier stationiert                                 |
| Fernmelderevisionsdiensttrupp 322/125 |                   |                                                                    |                        | in den 1980er Jahren hier stationiert                                 |
| Flugabwehrkanonenbatterie 350 (Geräteeinheit) |                   |                                                                    |                        | in den 1980er Jahren hier stationiert                                 |
| Katholischer Standortpfarrer Wahn II |                   |                                                                    |                        | in den 1980er Jahren hier stationiert                                 |
| Lazarett 200 Luftwaffenversorgungsgruppe Wahn (Geräteeinheit) |                   |                                                                    |                        | in den 1980er Jahren hier stationiert                                 |
| Marineunterstützungskommando III - VSt Wahn |                   |                                                                    |                        | in den 1980er Jahren hier stationiert                                 |
| Stab Marineamt TE Köln |                   |                                                                    |                        | in den 1980er Jahren hier stationiert                                 |
| Transportdienststelle See der Bundeswehr Luftfrachtabfertigung |                   |                                                                    |                        | in den 1980er Jahren hier stationiert                                 |
| Transportdienststelle West Bundeswehr Luftfrachtabfertigung |                   |                                                                    |                        | in den 1980er Jahren hier stationiert                                 |
| Luftwaffensicherungs- und Versorgungsregiment Wahn |                   |                                                                    |                        | in den 1980er Jahren hier stationiert                                 |
| Luftwaffensicherungsgruppe Wahn |                   |                                                                    |                        | in den 1980er Jahren hier stationiert                                 |
| Fernmeldesektor 114 | 1. April 1993     | neu aufgestellt                                                    | 30. Juni 2002          | aufgelöst                                                             |
| Luftwaffenführungskommando | 1. April 1994     | aus Luftflottenkommando                                            | 31. Dezember 2013      | aufgelöst                                                             |
| 1. Luftwaffensicherungsstaffel Wahn | 1. August 1994    | neu aufgestellt                                                    | 31. März 2002          | aufgelöst                                                             |
| Verbindungskommando Heer beim Luftwaffenführungskommando | 1. August 1994    | neu aufgestellt                                                    | 31. Dezember 2013      | aufgelöst                                                             |
| Streitkräfteunterstützungskommando | 1. April 2001     | neu aufgestellt                                                    | 31. März 2013          | aufgelöst                                                             |
| Luftwaffenausbildungskommando | 1. Oktober 2001   | neu aufgestellt                                                    | 31. Dezember 2013      | aufgelöst                                                             |
| Luftwaffenmaterialkommando | 1. Oktober 2001   | aus Luftwaffenunterstützungskommando und Materialamt Luftwaffe     | 30. September 2006     | aufgelöst                                                             |
| Leitsanitätszentrum 220 Köln-Wahn | 1. Januar 2002    | neu aufgestellt                                                    | 31. Dezember 2006      | in Fachsanitätszentrum Köln-Wahn umbenannt                            |
| Logistikzentrum der Bundeswehr - Teile Köln-Wahn | 1. März 2002      | neu aufgestellt                                                    | 31. Dezember 2009      | aufgelöst                                                             |
| Führungsunterstützungsbereich der Luftwaffe | 1. Juli 2002      | neu aufgestellt                                                    | 30. Juni 2016          | in Führungsunterstützungszentrum der Luftwaffe umbenannt              |
| Sektor für Informationstechnik 5 | 1. Juli 2002      | neu aufgestellt                                                    | 31. März 2014          | aufgelöst                                                             |
| Logistikzentrum der Bundeswehr - Teile Köln (Luftfracht) | 1. August 2003    | neu aufgestellt                                                    | 31. Dezember 2006      | aufgelöst                                                             |
| Luftwaffenamt Zentrum für Weiterentwicklung der Luftwaffe | 1. September 2005 | neu aufgestellt                                                    | 30. September 2012     | in Kommando Unterstützungsverbände aufgegangen                        |
| Rechtsberaterzentrum der Luftwaffe Wahn | 21. November 2005 | neu aufgestellt                                                    | 31. Dezember 2013      | aufgelöst                                                             |
| Verbindungselement Flottenkommando beim Luftwaffenführungskommando | 1. April 2006     | neu aufgestellt                                                    | 30. Juni 2013          | aufgelöst                                                             |
| Waffensystemkommando der Luftwaffe | 1. Oktober 2006   | neu aufgestellt                                                    | 30. September 2012     | im Kommando Unterstützungsverbände aufgegangen                        |
| Fachsanitätszentrum Köln-Wahn | 1. Januar 2007    | aus Leitsanitätszentrum 220 Köln-Wahn                              | 30. September 2015     | aufgelöst                                                             |
| Landeskommando Nordrhein-Westfalen - Teile Köln-Wahn | 8. Februar 2007   | neu aufgestellt                                                    | 31. Januar 2013        | aufgelöst                                                             |
| Wartungs- und Instandsetzungsstaffel A-310 Flugbereitschaft Bundesministerium der Verteidigung                                                                                  | 1. Juni 2007      | neu aufgestellt                                                    | 31. März 2012          | aufgelöst                                                             |
| Wartungs- und Instandsetzungsstaffel CL-601 Flugbereitschaft Bundesministerium der Verteidigung                                                                                 | 1. Juni 2007      | neu aufgestellt                                                    | 31. März 2012          | aufgelöst                                                             |
| Stabskompanie Luftwaffenamt | 1. Juli 2008      | neu aufgestellt                                                    | 31. Dezember 2013      | aufgelöst                                                             |
| Stabskompanie Luftwaffenführungskommando | 1. Juli 2008      | neu aufgestellt                                                    | 31. Dezember 2013      | aufgelöst                                                             |
| Stabskompanie Waffensystemkommando der Luftwaffe | 1. Juli 2008      | neu aufgestellt                                                    | 31. Dezember 2013      | aufgelöst                                                             |
| Regionale Stelle für Materialerhaltung und technischen Arbeitsschutz Köln-Wahn                                                                                                  | 1. Januar 2009    | neu aufgestellt                                                    | 30. Juni 2015          | aufgelöst                                                             |
| Sprachendienst Außenstelle Köln-Wahn | 1. Oktober 2012   | neu aufgestellt                                                    | 30. Juni 2015          | aufgelöst                                                             |
| Kommando Unterstützungsverbände Luftwaffe | 1. Juli 2013      | neu aufgestellt                                                    | 31. Dezember 2015      | aufgelöst                                                             |
| Kommando Einsatzverbände Luftwaffe | 1. Juli 2013      | neu aufgestellt                                                    | 31. Dezember 2015      | aufgelöst                                                             |
| Sektor für Informationstechnik 2 | 1. Oktober 2013   | neu aufgestellt                                                    | 30. Juni 2016          | in Führungsunterstützungssektor 2 umbenannt                           |
| Zentrale Aufgaben Köln | 1. Januar 2014    | neu aufgestellt                                                    | 30. Juni 2015          | aufgelöst                                                             |
| Aufstellungsstab Luftfahrtamt der Bundeswehr | 1. April 2014     | neu aufgestellt                                                    | 31. März 2015          | aufgelöst                                                             |
| Sonderbeauftragter Streitkräftebasis für Aussonderung | 1. März 2016      | neu aufgestellt                                                    | 30. September 2017     | aufgelöst                                                             |

Das durch Bundesverteidigungsminister Thomas de Maizière bekanntgegebene Stationierungskonzept 2011 hatte erhebliche Eingriffe in die Struktur sowie den militärischen und zivilen Dienstpostenumfang der in der Luftwaffenkaserne ansässigen Höheren Kommandobehörden und Kommandobehörden zur Folge.
Nach der Feststellung eines Lochs im Sicherheitszaun der Kaserne wurde am 14. August 2024 die Anlage vorübergehend gesperrt, da der Verdacht bestand, die Trinkwasserversorgung sei Ziel eines Anschlags gewesen. Der Staatsschutz ermittelte wegen des Anfangsverdachts einer Straftat. Doch die Laboruntersuchungen ergaben keine Anhaltspunkte einer Verunreinigung des Trinkwassers. Es wurde Entwarnung gegeben.

## Historische Kasernengebäude

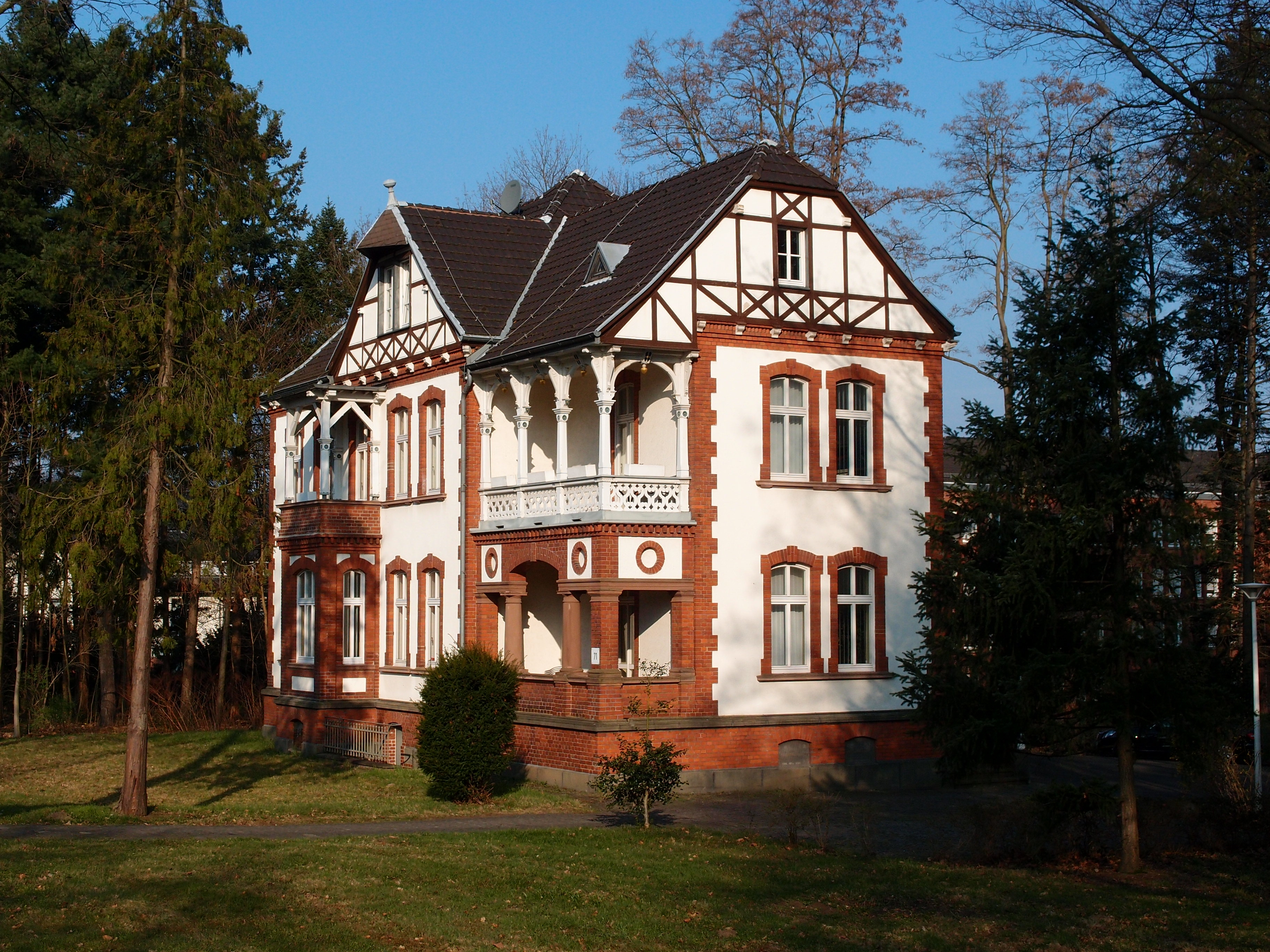
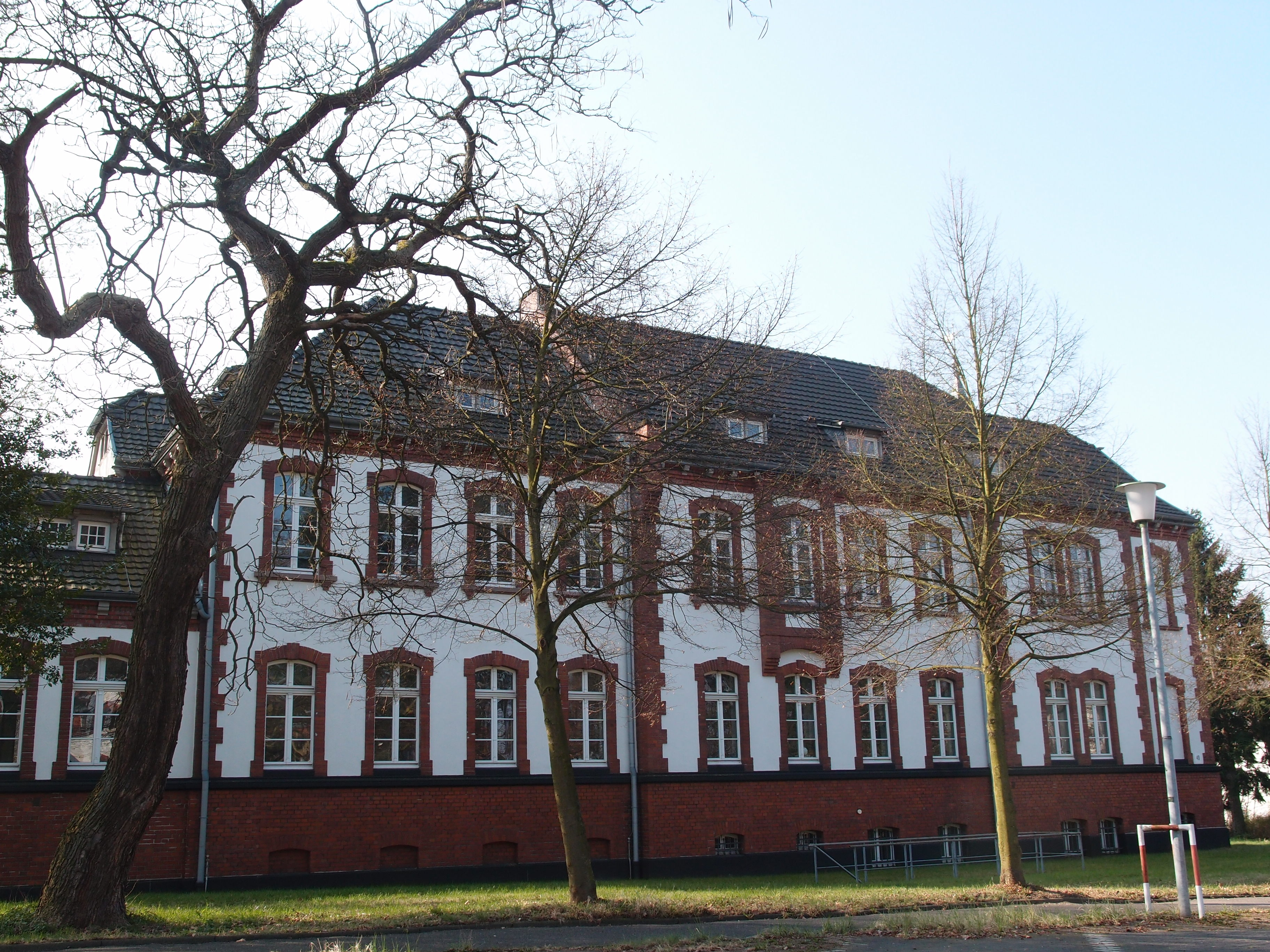
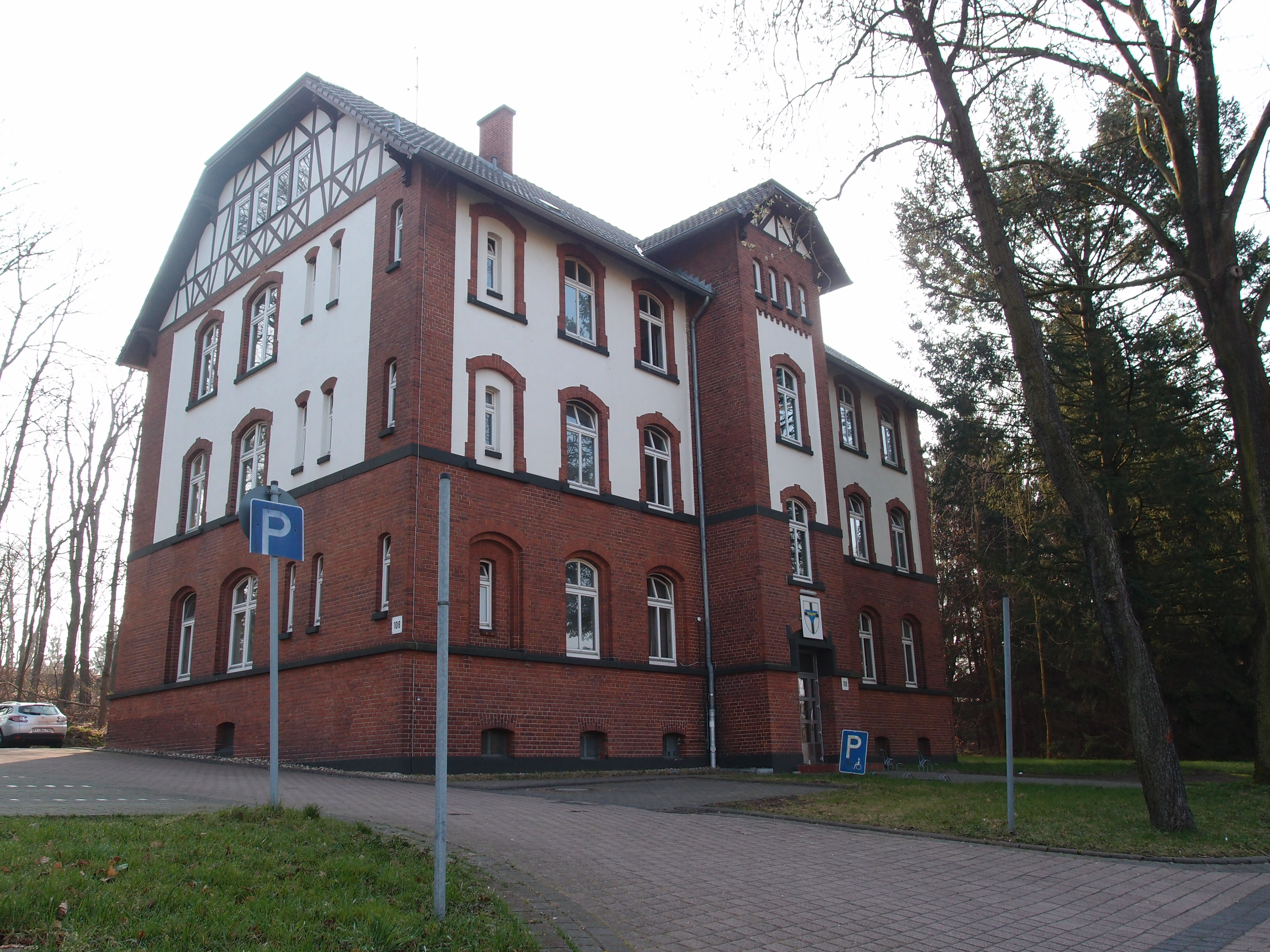
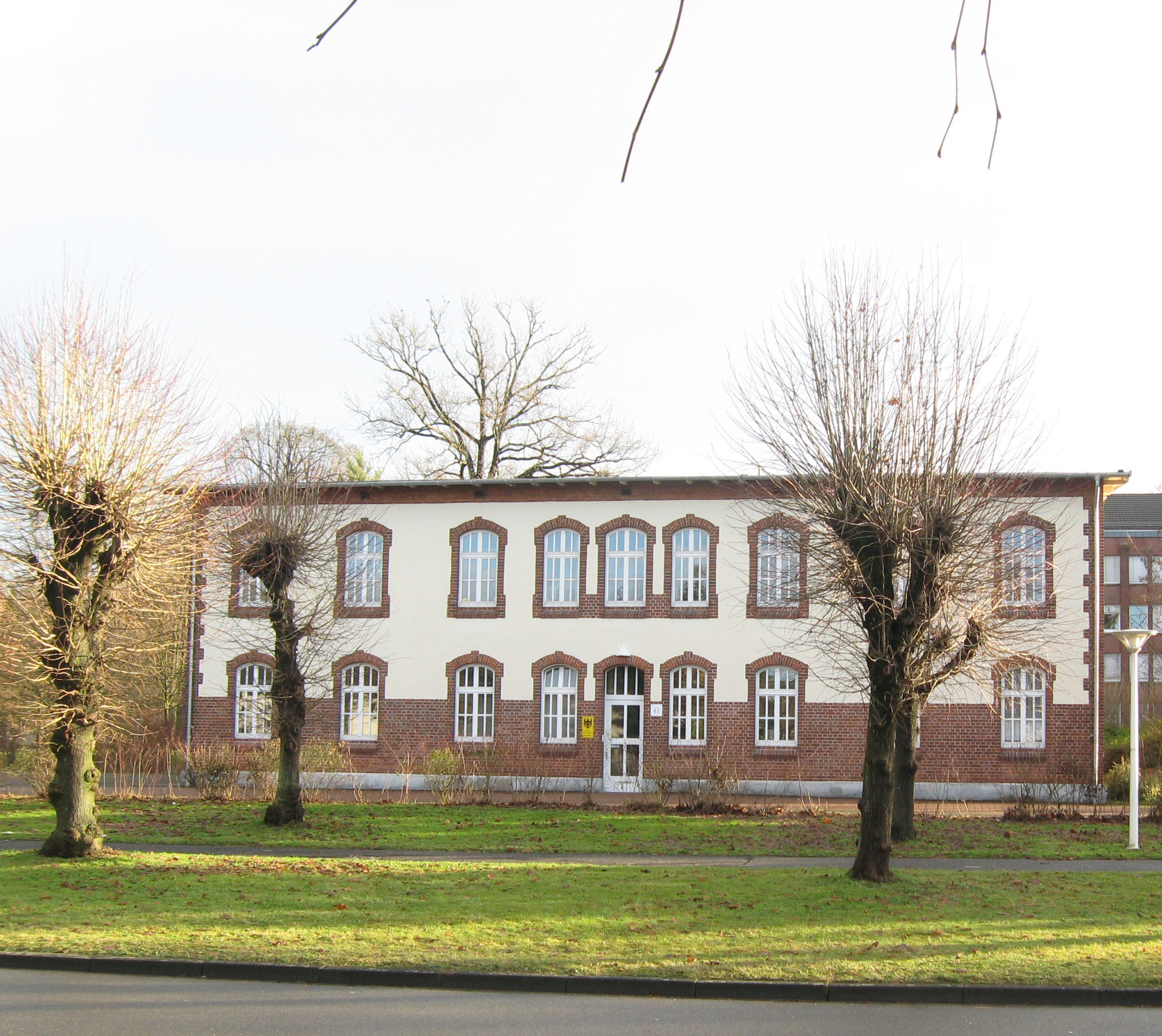
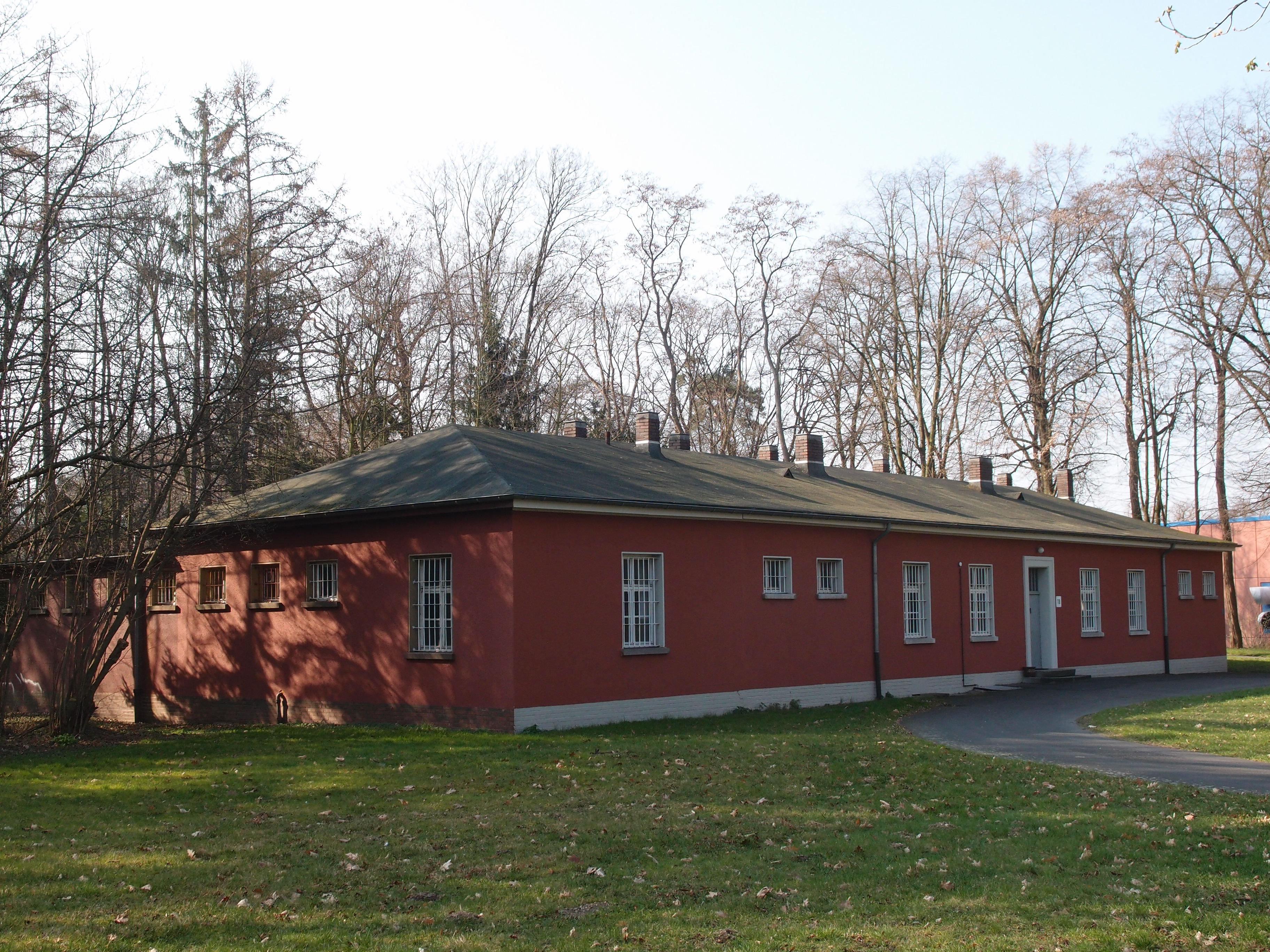

## Aktuell stationierte Truppenteile/Dienststellen
Deutschland

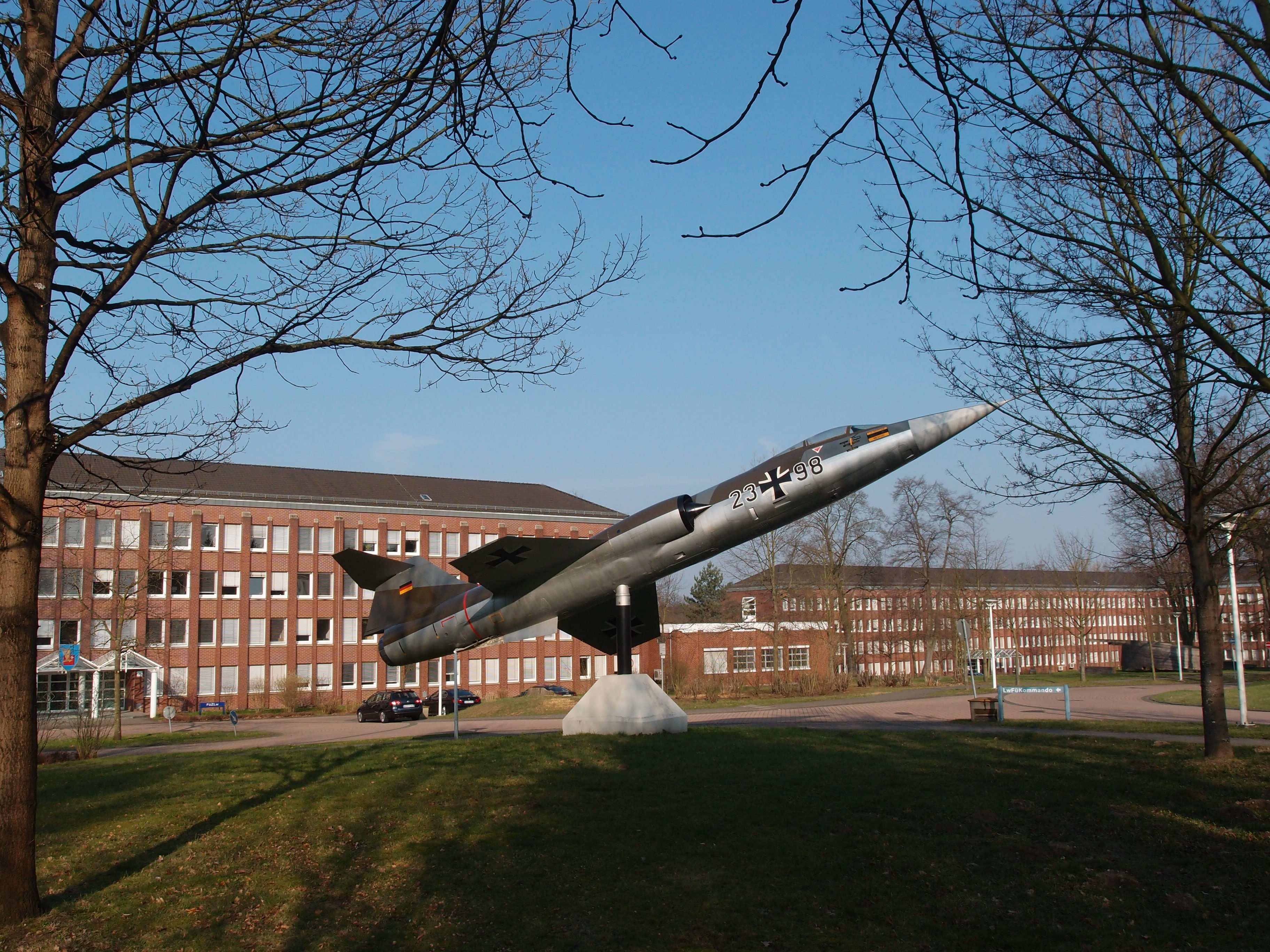
Eine Lockheed F-104 „Starfighter“ vor einem Dienstgebäude der Luftwaffe

Folgende Stäbe, Verbände, Einheiten und Dienststellen der Bundeswehr sind in der Luftwaffenkaserne bzw. am Fliegerhorst heute stationiert:
| Einheit                                                                       | Stationierung ab  | Herkunft                                        |
| ----------------------------------------------------------------------------- | ----------------- | ----------------------------------------------- |
| Flugbereitschaft des Bundesministeriums der Verteidigung (BMVg)               | 1. Februar 1957   | neu aufgestellt                                 |
| Lion Hellmann Bundeswehr Bekleidungsgesellschaft mbH Servicestation Köln-Wahn | 3. Februar 2004   | neu eingerichtet                                |
| Luftwaffenunterstützungsgruppe Wahn                                           | 1. Januar 2005    | neu aufgestellt                                 |
| Bundeswehr-Dienstleistungszentrum Köln                                        | 1. Oktober 2005   | aus Standortverwaltung Wahn                     |
| 1. Lufttransportstaffel Flugbereitschaft Bundesministerium der Verteidigung   | 1. Juni 2007      | neu aufgestellt                                 |
| 2. Lufttransportstaffel Flugbereitschaft Bundesministerium der Verteidigung   | 1. Juni 2007      | neu aufgestellt                                 |
| Fliegende Gruppe Flugbereitschaft Bundesministerium der Verteidigung          | 1. Juni 2007      | neu aufgestellt                                 |
| Flugplatzstaffel Flugbereitschaft Bundesministerium der Verteidigung          | 1. Juni 2007      | neu aufgestellt                                 |
| Technische Gruppe Flugbereitschaft Bundesministerium der Verteidigung         | 1. Juni 2007      | neu aufgestellt                                 |
| Evangelisches Militärpfarramt Köln II                                         | 1. Juli 2007      | zuvor: Evangelischer Standortpfarrer Wahn       |
| Katholisches Militärpfarramt Köln II                                          | 1. November 2007  | zuvor: Katholischer Standortpfarrer Wahn I      |
| Rechenzentrum BWI Köln-Wahn                                                   | 10. Dezember 2007 | neu eingerichtet                                |
| Verband der Reservisten der Deutschen Bundeswehr Köln-Wahn                    | 10. Dezember 2007 | neu errichtet                                   |
| Unterstützung Projektorganisation Standard Anwendungssoftware Produktfamilien | 1. September 2009 | neu aufgestellt                                 |
| 1. Technische Staffel Flugbereitschaft Bundesministerium der Verteidigung     | 1. April 2012     | neu aufgestellt                                 |
| 2. Technische Staffel Flugbereitschaft Bundesministerium der Verteidigung     | 1. April 2012     | neu aufgestellt                                 |
| Regionaler Planungs- und Unterstützungstrupp Köln                             | 1. Februar 2013   | neu aufgestellt                                 |
| Bundeswehrfeuerwehr Köln                                                      | 3. Juni 2013      | neu aufgestellt                                 |
| Evangelisches Militärdekanat Köln                                             | 1. Juli 2013      | neu aufgestellt                                 |
| Katholisches Militärdekanat Köln                                              | 1. Juli 2013      | neu aufgestellt                                 |
| Zentrum für Luft- und Raumfahrtmedizin der Luftwaffe                          | 1. Oktober 2013   | neu aufgestellt                                 |
| Freiwillige Reservistenarbeit Köln                                            | 1. Dezember 2013  | neu eingerichtet                                |
| Güteprüfstelle der Bundeswehr Köln                                            | 1. Februar 2014   | neu aufgestellt                                 |
| Verbindungskommando Heer zum Kommando Einsatzverbände Luftwaffe               | 1. April 2014     | neu aufgestellt                                 |
| Verbindungskommando Heer zur Luftwaffe                                        | 1. April 2014     | neu aufgestellt                                 |
| Luftfahrtamt der Bundeswehr                                                   | 1. Oktober 2014   | neu aufgestellt                                 |
| Sanitätsstaffel Einsatz Köln-Wahn                                             | 1. Januar 2015    | neu aufgestellt                                 |
| Sanitätsunterstützungszentrum Köln-Wahn                                       | 1. Januar 2015    | neu aufgestellt                                 |
| Luftwaffentruppenkommando                                                     | 1. Juli 2015      | neu aufgestellt                                 |
| Einsatzkräfte Bundeswehrfeuerwehr Meßstetten - Dienstort Köln                 | 1. Juli 2015      | neu aufgestellt                                 |
| Regionale Koordinierungsstelle West regionaler Schirrmeister/Köln             | 5. November 2015  | neu aufgestellt                                 |
| Regionale Koordinierungsstelle West                                           | 22. Februar 2016  | neu aufgestellt                                 |
| Führungsunterstützungszentrum der Luftwaffe                                   | 1. Juli 2016      | aus Führungsunterstützungsbereich der Luftwaffe |
| Führungsunterstützungssektor 2                                                | 1. Juli 2016      | aus Sektor für Informationstechnik 2            |
| Regionale Koordinierungsstelle West Einsatz                                   | 1. Dezember 2017  | neu aufgestellt                                 |
| Regionale Koordinierungsstelle West Logistik                                  | 1. Dezember 2017  | neu aufgestellt                                 |
| Regionale Koordinierungsstelle West regionale Schirrmeister                   | 1. Dezember 2017  | neu aufgestellt                                 |
| Waffensystemunterstützungsteam Drehflügler                                    | 1. Oktober 2018   | neu aufgestellt                                 |

 NATO
- Forward Operating Base der Multinational Multirole Tanker Transport Unit[9] (Multinational MRTT Unit aufgestellt am 10. Juli 2019 in Eindhoven)

 Kanada
- Canadian Operational Support Hub (Europe) (seit Juli 2012; zuvor Spangdahlem Air Base)

## Öffentlicher Friedhof der Stadt Köln

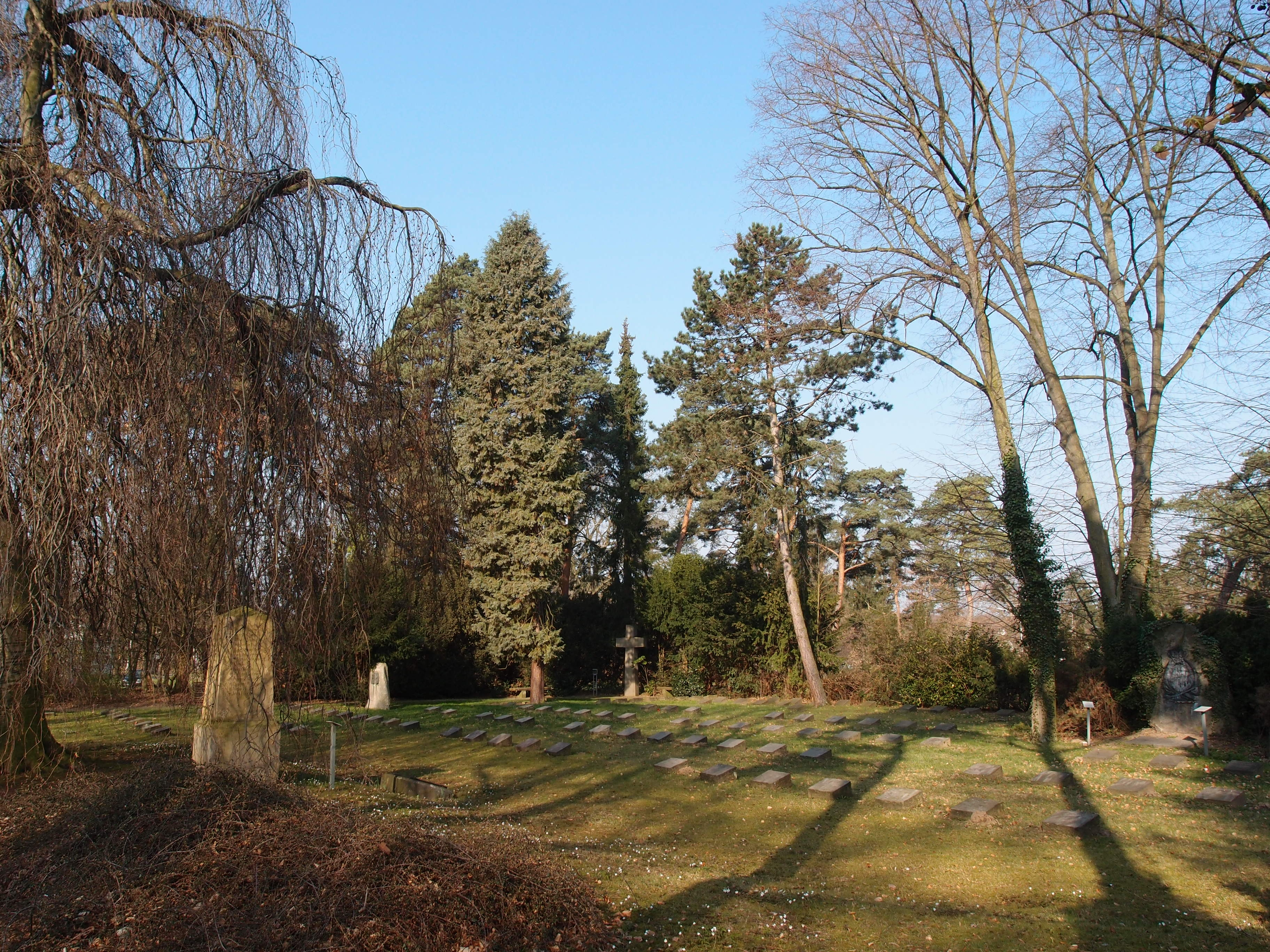
Der städtische Militärfriedhof Köln-Porz-Wahnheide

Innerhalb des militärischen Sperrgebiets der Luftwaffenkaserne liegt ein öffentlicher Militärfriedhof der Stadt Köln (Enklave). Dort sind neben Gefallenen aus dem Krieg 1870/71 und dem Ersten Weltkrieg auch die Marinesoldaten Max Reichpietsch und Albin Köbis bestattet, die auf dem Schießplatz Wahn am 5. September 1917 erschossen wurden, nachdem sie von einem Militärgericht zum Tode verurteilt worden waren. Ein Gedenkstein mit den Reliefbildern von Reichpietsch und Köbis erinnert an die beiden hingerichteten Matrosen. Darüber hinaus befindet sich ein Obelisk für französische und ein Ehrenmal für verstorbene russische Kriegsgefangene, in Gedenken an die Kriegstoten aus der Zeit von 1914 bis 1916, auf dieser öffentlichen Begräbnisstätte. Die Bronzeplatte auf dem Gedenkstein für die zaristischen Soldaten wurde von russischen Kriegsgefangenen angefertigt und ist mit dem Wappen des letzten Zaren Nikolaus II. versehen.
Wer den Friedhof besuchen möchte, muss sich vorher bei der Luftwaffenkaserne anmelden.

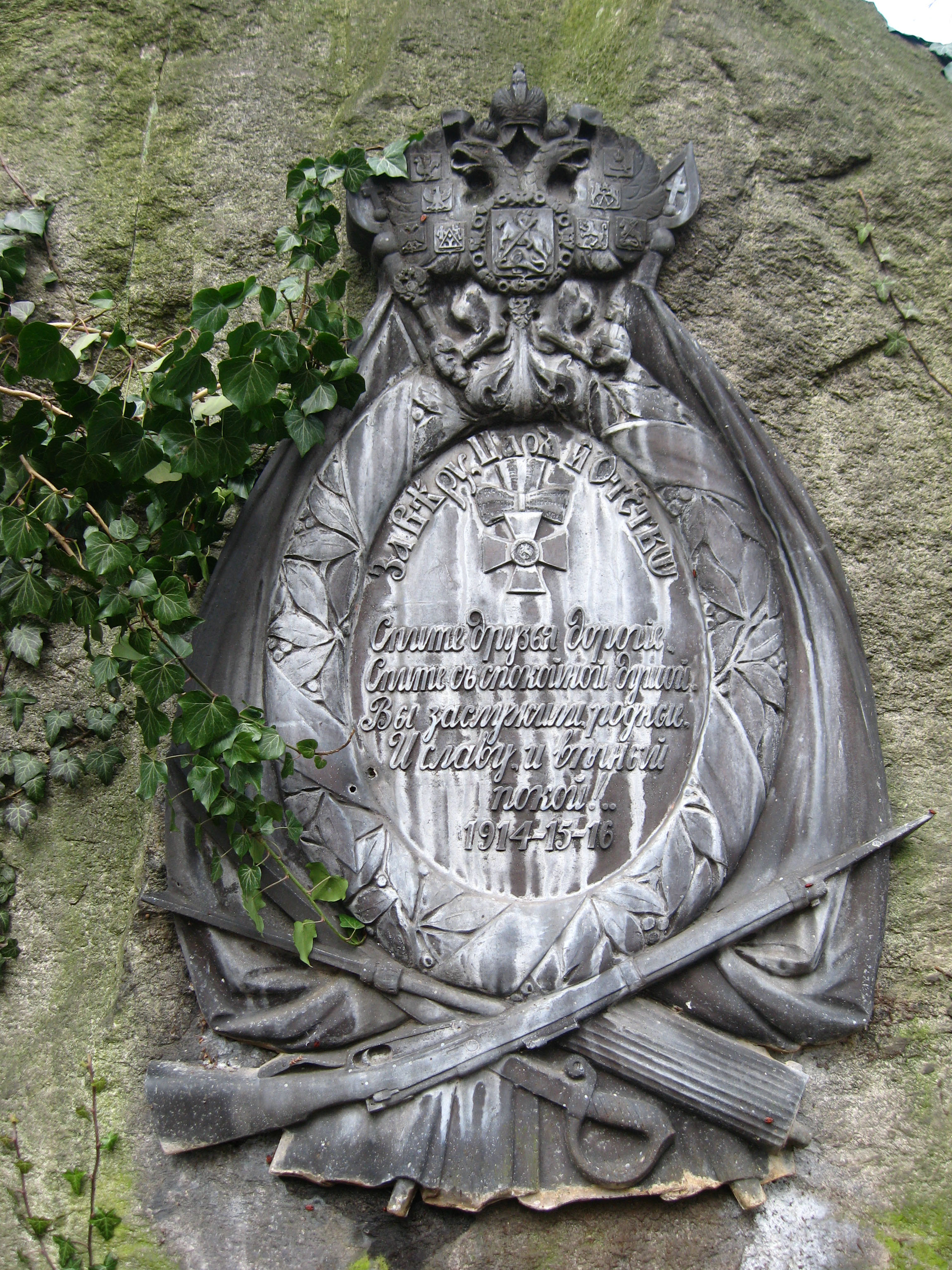
Bronze-Gedenkplatte mit dem Zarenwappen auf einem Gedenkstein für russ. Soldaten 1914 bis 1916
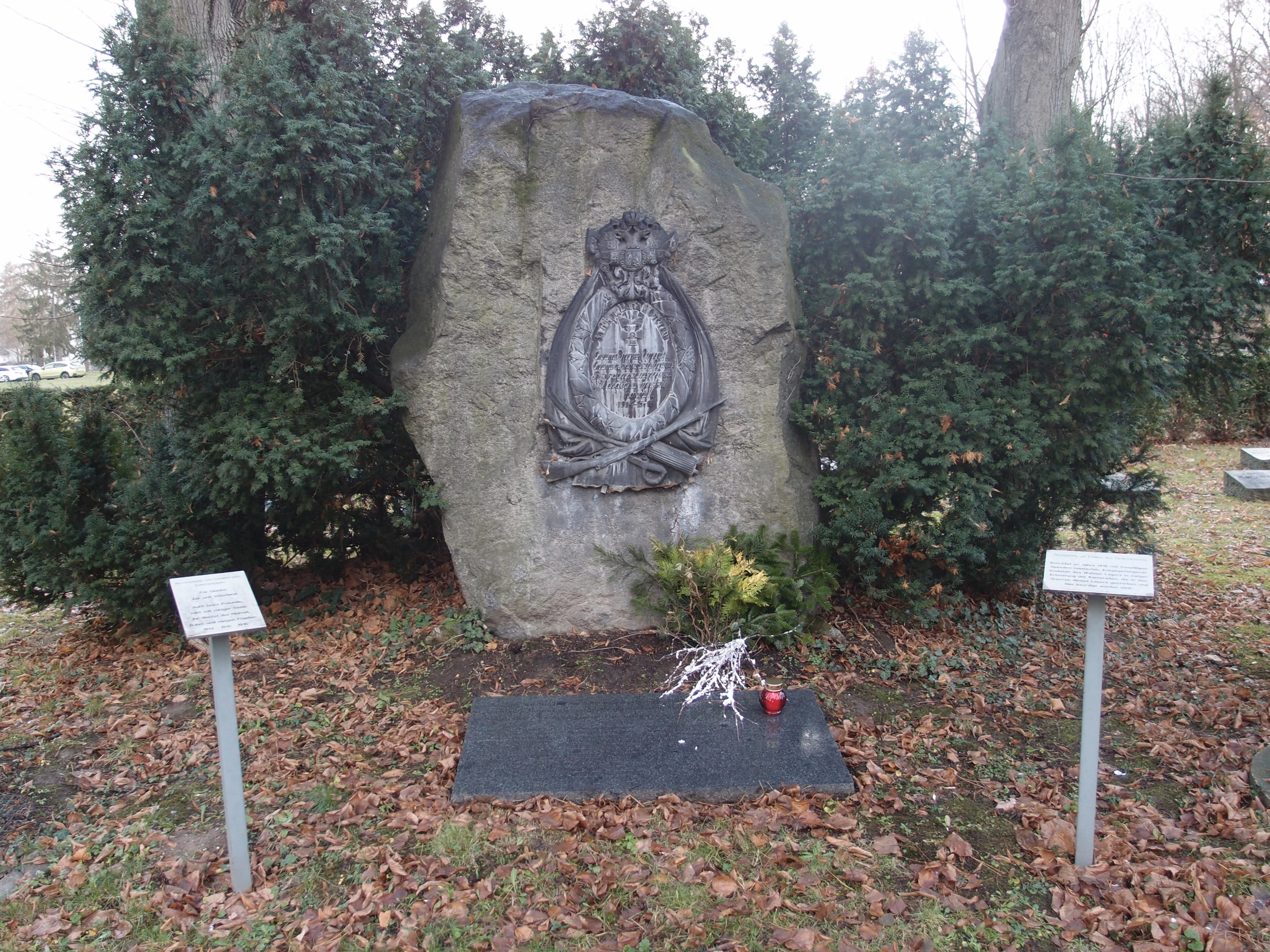
Ehrenmal für kaiserl. russ. Soldaten 1914 bis 1916
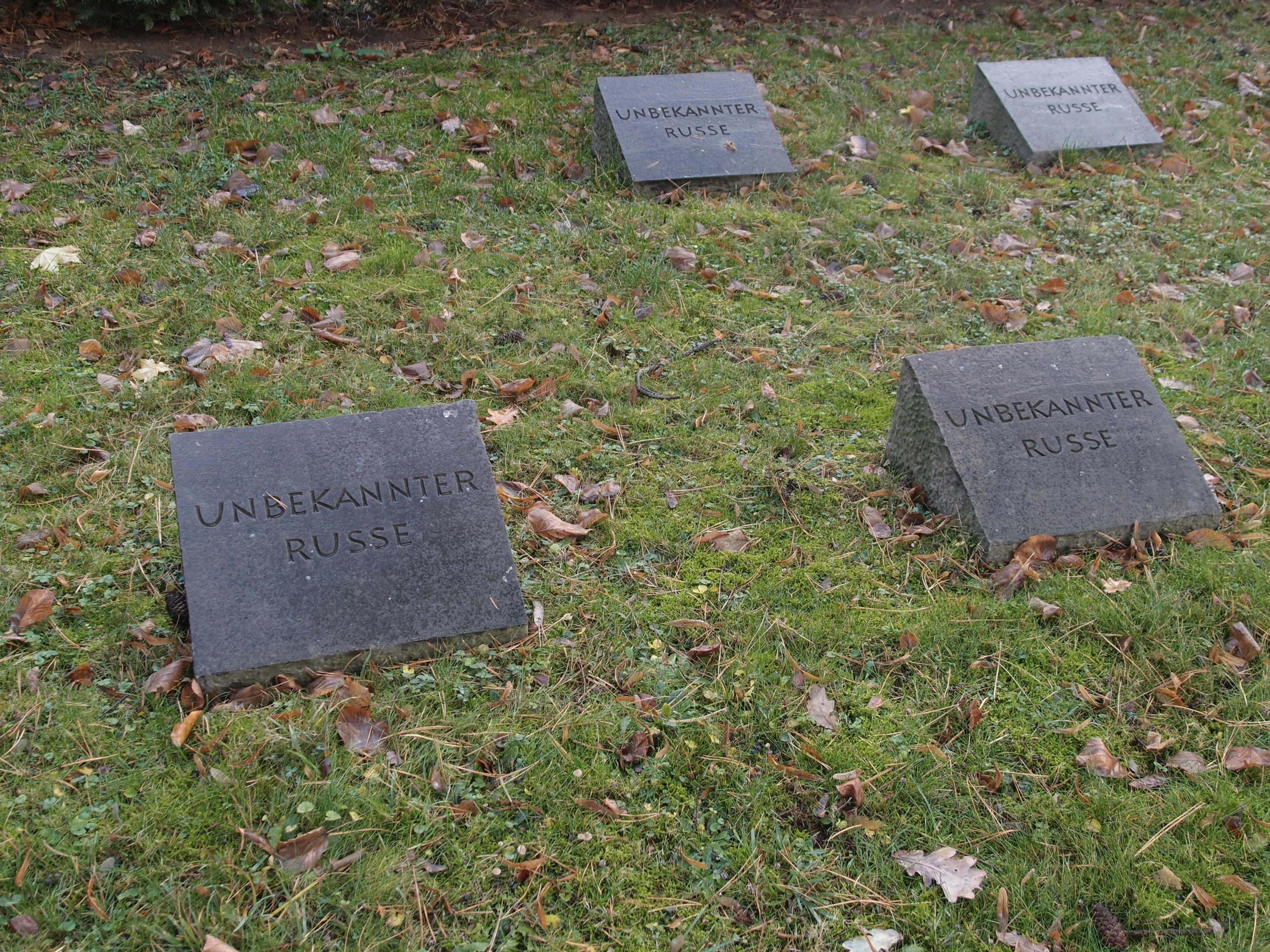
Gräber unbekannter Russen
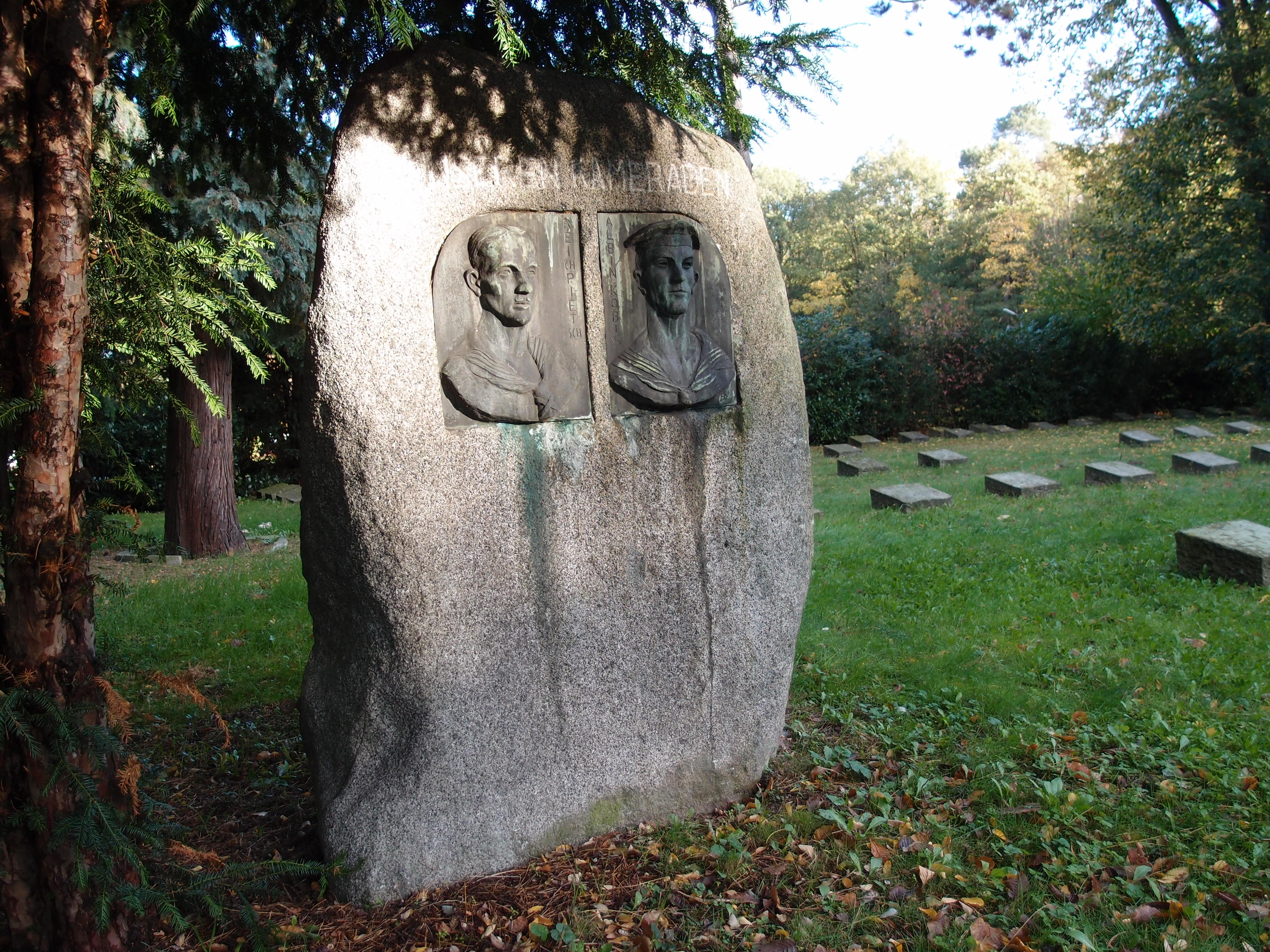
Gedenkstein an Max Reichpietsch und Albin Köbis
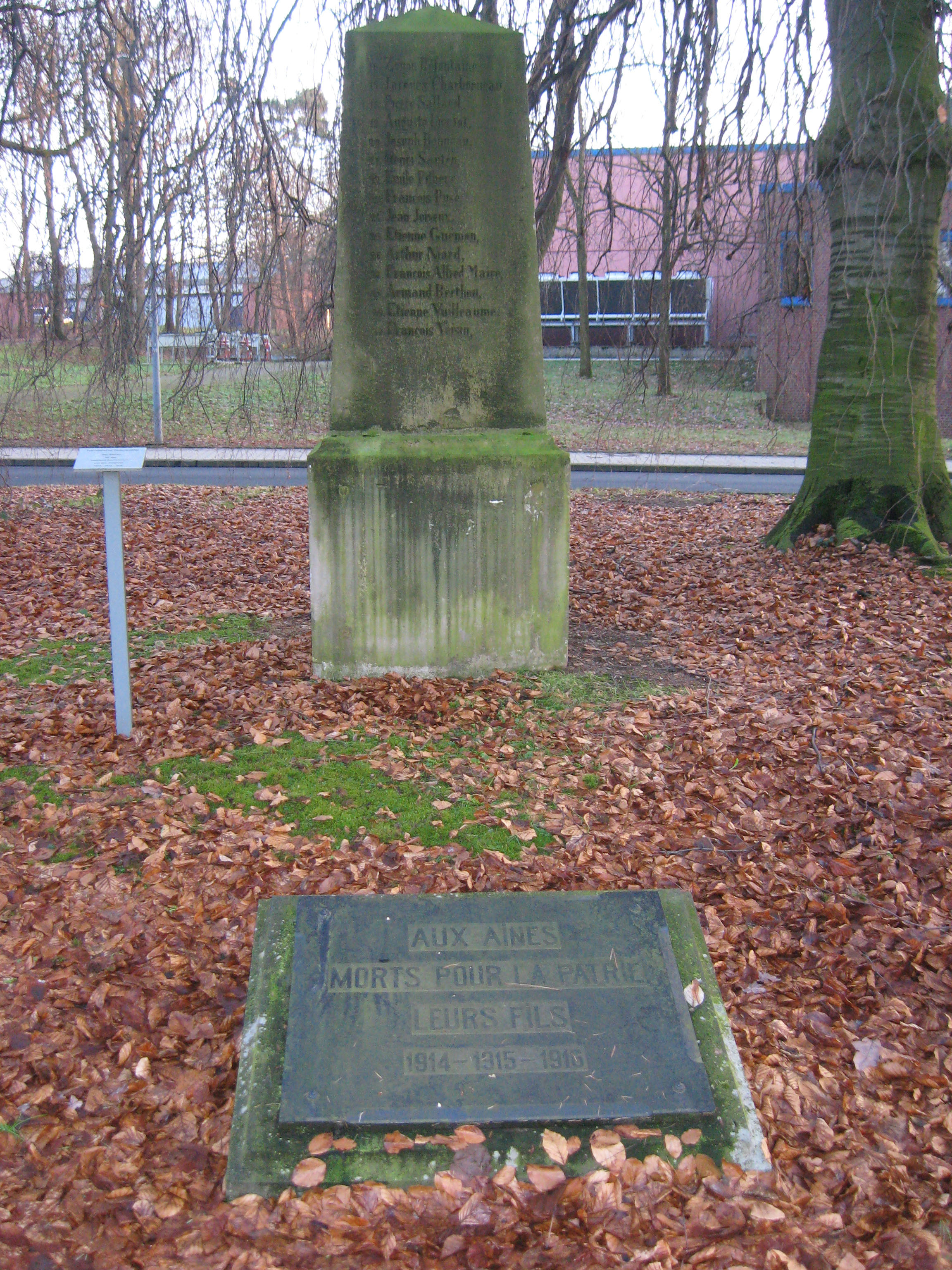
Obelisk für verstorbene franz. Soldaten 1914 bis 1916

## Scheuermühle
Auf dem Gelände der Luftwaffenkaserne befinden sich die Reste der historischen Scheuermühle. Diese Wassermühle wurde im Jahr 1359 erstmals urkundlich erwähnt. 1949 musste der Mahlbetrieb auf Anordnung der britischen Militärverwaltung eingestellt werden. Im Jahr 1968 erfolgte der Abbruch des Mühlengebäudes; lediglich das Wasserrad und einige Mauerreste blieben erhalten. 2002 wurde ein Schutzdach über dem Wasserrad errichtet.

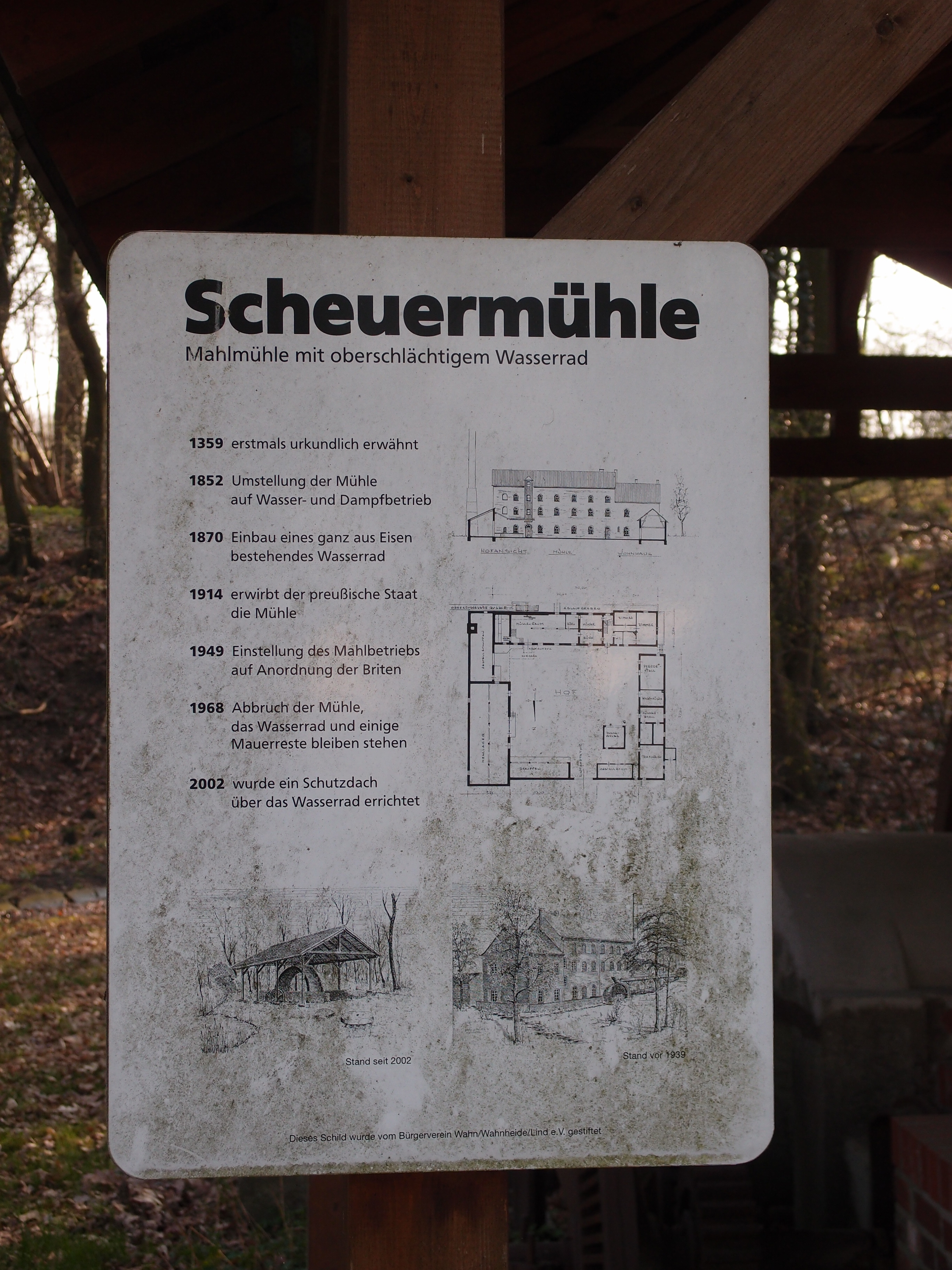
Hinweistafel
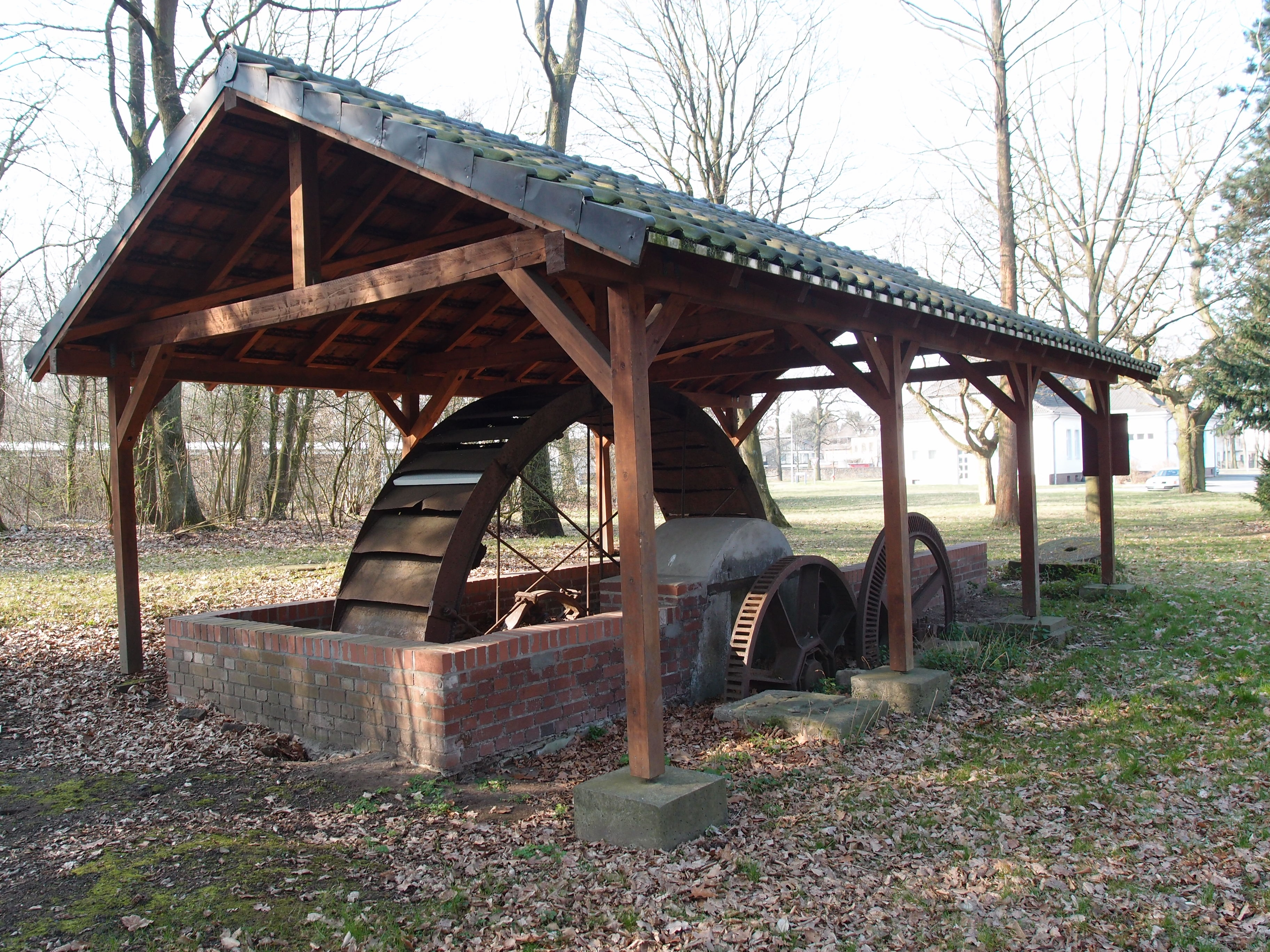
Überdachtes Wasserrad
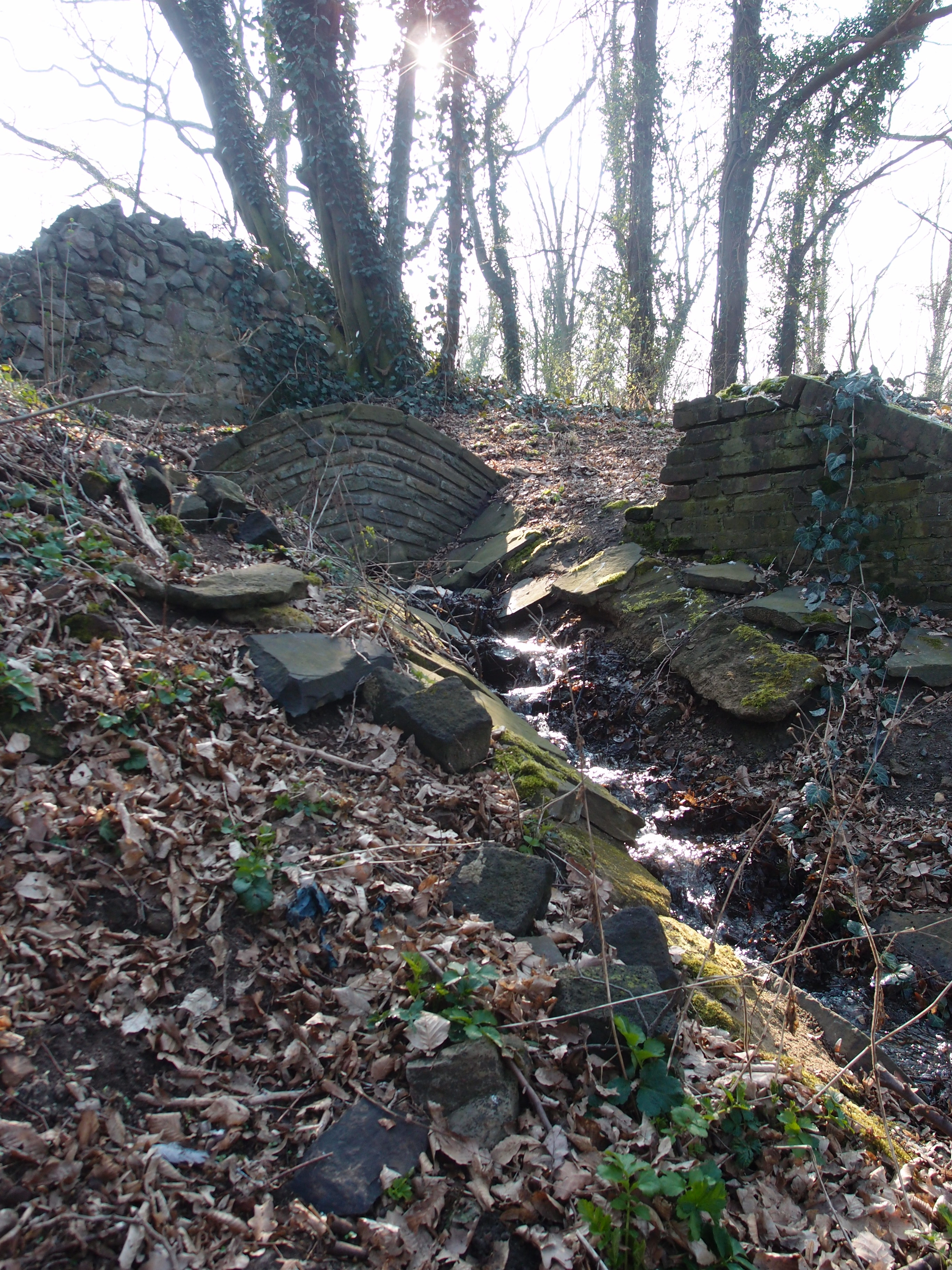
Scheuerbach
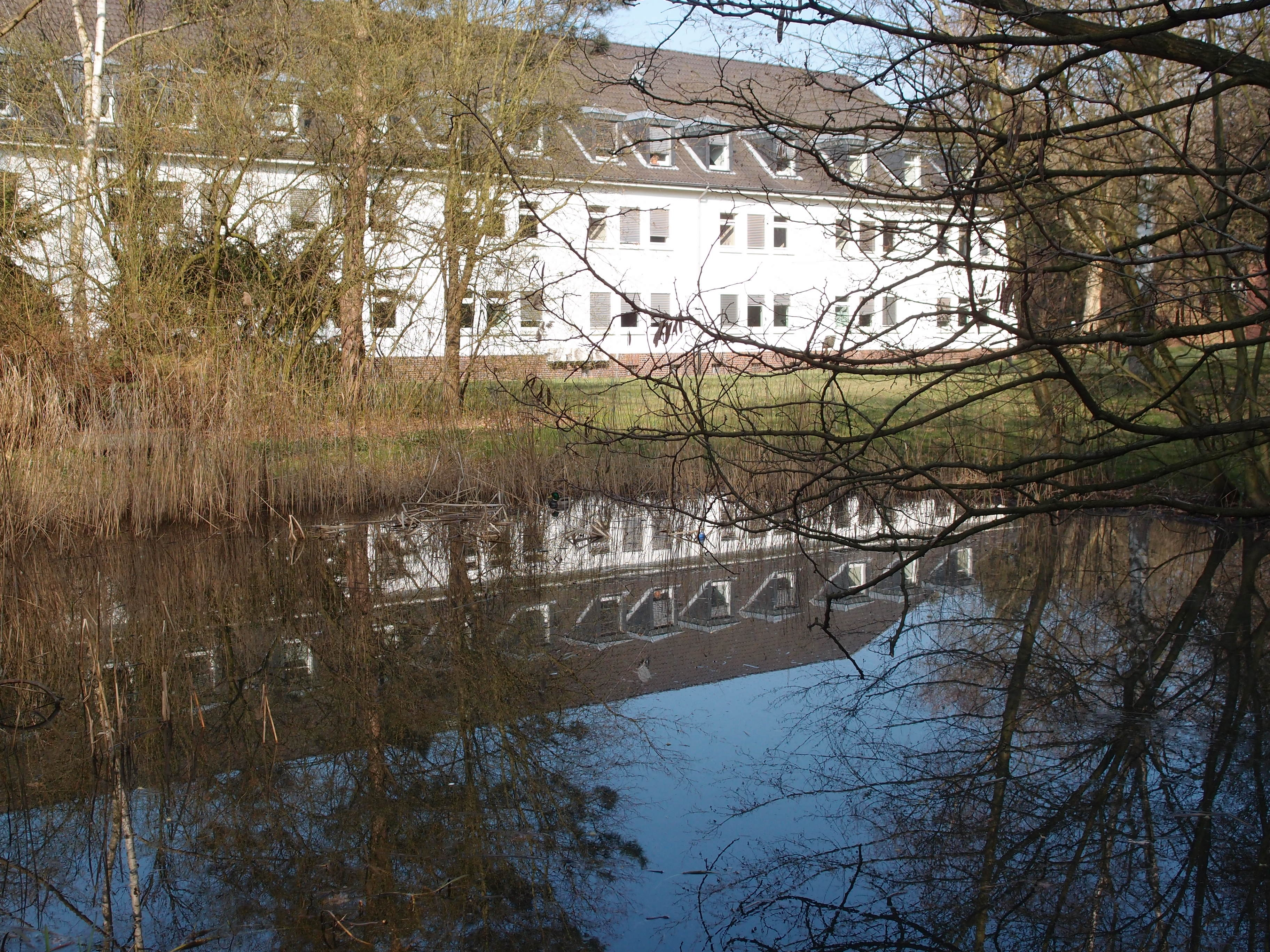
Tümpel neben der Mühle
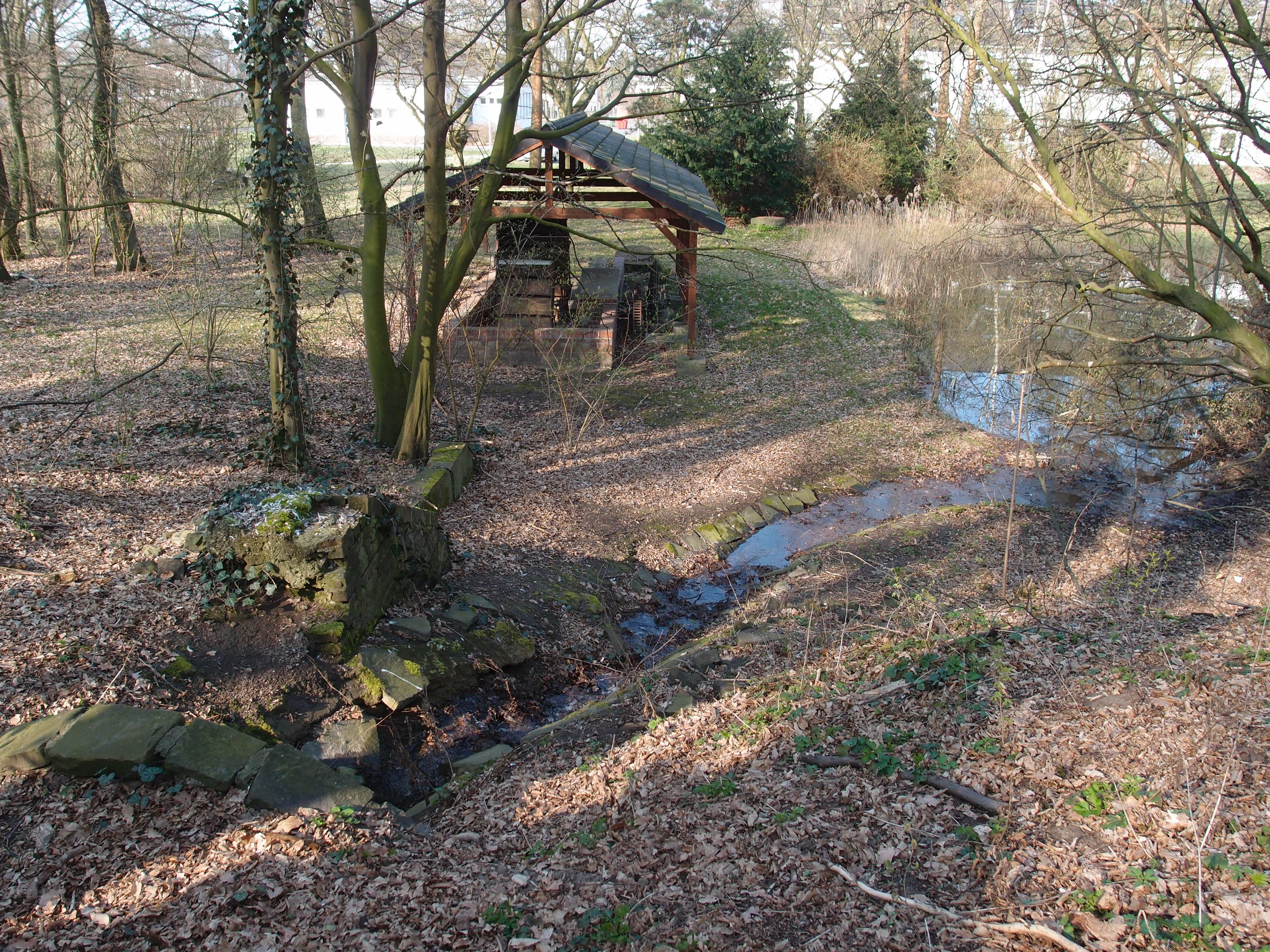
Draufsicht

## Sonstige Gebäude und Einrichtungen
Bibliotheks- und Konferenzgebäude, Kindergarten, Garnisonkirche, Truppenküche, Offizierheim, Unteroffizierheim, Mannschaftsheim, Kantinen, Friseursalon, Militärgeschichtliche Sammlung Wahn-Heide, drei Sporthallen, zwei Sportplätze, neun Tennisplätze, Mehrzweckascheplatz, Freibad (stillgelegt).